# اوگنی چیچوارکین
اوگنی الکساندرویچ چیچوارکین (روسی: Евге́ний Алекса́ндрович Чичва́ркин (متولد ۱۰ سپتامبر ۱۹۷۴ در لنینگراد، جمهوری شوروی سوسیالیستی شوروی، اتحاد جماهیر شوروی) یک کارآفرین روسی است که بزرگ‌ترین خرده‌فروش تلفن همراه روسیه، یوروست، را تأسیس کرد. این امر او را با دارایی تقریبی ۱٫۶ میلیارد دلار، ثروتمندترین مرد زیر ۳۵ سال در کشورش کرد.
او جوایز عمومی متعددی از جمله شخصیت سال ۲۰۰۴ در بخش رئیس کسب و کار خرده فروشی و برنده جایزه "کارآفرین سال ۲۰۰۵" ارنست و یانگ در بخش "تجارت" را دریافت کرده است.
در سال ۲۰۰۶، نشان سنت الکساندر نوسکی «برای کار و میهن» در بخش «رهبر صنعت» به او اهدا شد. در سال ۲۰۰۶، به پاس سهم شخصی بزرگش در توسعه بهترین سنت‌های کارآفرینی روسیه، نشان افتخار روسیه به او اهدا شد. در سال ۲۰۰۷، در مراسم جایزه بزرگ «شخص سال ۲۰۰۶»، چیچوارکین نشان افتخار میهن را دریافت کرد.
او عضو حزب سیاسی «آرمان درست» بود و انتظار می‌رفت رئیس شعبه مسکوی آن شود. چیچوارکین در حال حاضر در لندن زندگی می‌کند و از آنجا علیه فساد در روسیه و شخص ولادیمیر پوتین، رئیس‌جمهور این کشور، مبارزه کرده است.
در اوت ۲۰۱۲، او فروشگاه شراب «هدونیسم وینز» را در خیابان دیویس در میفر، لندن، راه‌اندازی کرد.

## زندگی‌نامه
چیچوارکین در سال ۱۹۷۴ در لنینگراد، از مادری به نام لیودمیلا از تبار تاتارهای روسی و پدری به نام الکساندر اهل مسکو متولد شد؛ جد بزرگ او موکشا بود. پدرش خلبان و مادرش اقتصاددانی بود که برای وزارت تجارت خارجی شوروی کار می‌کرد؛ در دوران کودکی او، خانواده‌اش به مسکو نقل مکان کردند.
از سال ۱۹۹۱ تا ۱۹۹۶، چیچوارکین در دانشگاه دولتی مدیریت تحصیل کرد و همچنین از طریق تجارت در بازارهای دست‌فروشی مسکو درآمد کسب کرد. چیچوارکین پس از فارغ‌التحصیلی، تحصیل در مقطع دکترا (کاندیدات) را آغاز کرد، که در سال ۱۹۹۸ آن را رها کرد.

## شرکت یوروست
در سال ۱۹۹۷، چیچوارکین و دوستش تیمور آرتمِو، کسب و کاری به نام یِورُست برای فروش تلفن همراه راه‌اندازی کردند. در سال ۲۰۰۲، یِورُست با ۹۲ فروشگاه خرده‌فروشی، به یکی از سه خرده‌فروش برتر تلفن همراه مسکو تبدیل شد. این شرکت در سال ۲۰۰۲، ۱۰۰ فروشگاه دیگر، در سال ۲۰۰۳، ۱۱۷ فروشگاه دیگر، در سال ۲۰۰۴، ۸۰۰ فروشگاه دیگر، در سال ۲۰۰۵، ۱۹۳۴ فروشگاه دیگر و غیره افتتاح کرد. در سال ۲۰۰۷ ، آنها ۵۱۵۶ فروشگاه در ۱۲ کشور داشتند: روسیه، اوکراین، بلاروس، مولداوی، استونی، لتونی، لیتوانی، قزاقستان، قرقیزستان، ارمنستان و آذربایجان.

## حزب سیاسی آرمان درست
در نوامبر ۲۰۰۸، چیچوارکین به «آرمان درست»، یک حزب سیاسی لیبرال دموکرات روسی که در ۱۶ نوامبر ۲۰۰۸ با ادغام اتحادیه نیروهای راست، قدرت غیرنظامی و حزب دموکرات روسیه تأسیس شده بود، پیوست.

## پیگرد قانونی کیفری
در اوت ۲۰۰۵، چیچوارکین به دست داشتن در واردات غیرقانونی یک محموله ۱۰۰ میلیون دلاری تلفن همراه متهم شد، اما در نهایت این اتهامات رد شد. در مارس ۲۰۰۶، یک محموله بزرگ از تلفن‌های همراه موتورولا که برای چیچوارکین ارسال شده بود، به این بهانه که میزان تشعشعات مایکروویو آنها بیش از حد مجاز طبق مقررات بهداشتی روسیه است، توقیف شد. پس از این پرونده‌ها، چیچوارکین سازمان‌های اجرای قانون روسیه را به یورش به شرکت‌ها متهم کرد.
در مارس ۲۰۰۷، رسانه‌ها از چیچوارکین در ارتباط با پرونده دیمیتری سیدوروف، بنیان‌گذار «ایلد ام»، که به فرار مالیاتی گسترده متهم شده بود، نام بردند. ایلد ام تلفن‌های همراه را به یِورُست و همچنین به سایر خرده‌فروشان فروخته بود. در اوت ۲۰۰۷، آپارتمان‌های بسیاری از کارمندان یِورُست توسط پلیس بازرسی شد. برخی از کارشناسان این بازرسی‌ها را مرتبط با پرونده ایدل ام می‌دانستند، در حالی که برخی دیگر آن را ادامه پرونده موتورولا می‌دانستند. برخی دیگر هنوز آن را یک ترفند بازاریابی توسط خود یِورُست می‌دانستند (آخرین فرصت برای خرید تلفن‌هایشان قبل از مصادره آنها)، برخی دیگر آن را انتقام سیلوویک‌ها از چیچوارکین می‌دانستند.
در سپتامبر ۲۰۰۸، دفتر مرکزی یوروست در ارتباط با نحوهٔ برخورد با آندری ولاسکین، یکی از کارمندان یوروست که در سال ۲۰۰۳ تلفن‌های همراهی به ارزش حدود ۲۰ میلیون روبل روسیه (تقریباً ۱ میلیون دلار آمریکا) را دزدیده بود، مورد بازرسی قرار گرفت. ولاسکین توسط نیروهای امنیتی یوروست در تامبوف دستگیر شد، به مسکو و به آپارتمانی متعلق به یوروست نقل مکان کرد و پس از مدتی موافقت کرد که خسارات یوروست را جبران کند. در حالی که بین سال‌های ۲۰۰۴ تا ۲۰۰۷ ظاهراً یوروست و ولاسکین هیچ ادعایی نسبت به یکدیگر نداشتند، در سال ۲۰۰۸ یوروست به آدم‌ربایی، حبس غیرقانونی و اخاذی متهم شد.
در ۲۱ سپتامبر ۲۰۰۸، چیچوارکین ۱۰۰٪ سهام یوروست را به الکساندر ماموت فروخت. حجم این معامله ۴۰۰ میلیون دلار آمریکا بود.
در ژانویه ۲۰۰۹، چیچوارکین به بریتانیا نقل مکان کرد و در ۲۳ ژانویه ۲۰۰۹ در فهرست جستجوی فدرال روسیه در ارتباط با پرونده ولاسکین قرار گرفت. در ۲۸ ژانویه، دادگاه باسمانی مسکو دستگیری چیچوارکین (به صورت غیابی) را تأیید کرد. در ۱۲ مارس ۲۰۰۹، اطلاعات او به اینترپل ارسال شد. در ۱۳ آوریل ۲۰۰۹، کمیته تحقیقات دادستان کل روسیه متوجه شد که ولادیمیر کنیازیف، یکی از بازرسان کلیدی پرونده چیچوارکین، قبلاً به جرم سرقت یک محموله بزرگ تلفن همراه از یوروست چیچوارکین محکوم شده بود. در جریان پرونده قاچاق کالا در سال ۲۰۰۷، او عمل تخریب تلفن‌های مصادره شده به عنوان مدرک را جعل کرده بود. کمیته تحقیقات به دلیل تضاد منافع، خواستار اخراج کنیازیف شد، اما درخواست‌های آنها رد شد. در ۱۷ نوامبر ۲۰۱۰، هیئت منصفه همه متهمان پرونده ولاسکین را بی‌گناه تشخیص داد.
درخواست تجدیدنظر دادستانی به دیوان عالی کشور در ۲۰ ژانویه ۲۰۱۱ رد شد و کیفرخواست چیچوارکین چند روز بعد پس گرفته شد.
وکیل او، یوری گرویس، خاطرنشان کرد که چیچوارکین هنوز نگران است که ممکن است دوباره در رابطه با پرونده قاچاق سال ۲۰۰۵ متهم شود.
جستجوی بین‌المللی یوگنی چیچوارکین، تبعه یوروست، متوقف شده است. همان‌طور که در ۲۵ ژانویه ۲۰۱۱ توسط نماینده رسمی دفتر مرکزی ملی (NCB) اینترپل در وزارت کشور، اولگا شکلیاروف، گزارش شد، این امر به دلیل خاتمه دادرسی کیفری علیه چیچوارکین طبق ماده ۲۴ قانون (عدم ارتکاب جرم) است.
چیچوارکین در لندن در اعتراضاتی که خطرات تجارت در روسیه را برجسته می‌کرد، شرکت کرد و به پرونده‌های میخائیل خودورکوفسکی و سرگئی مگنیتسکی اشاره کرد. او از اینکه توسط «مردانی با رفتار روسی» تحت نظر است، آگاه است.
در سال ۲۰۱۴، او هشدار داد که اگر روسیهٔ پوتین توسط جهان غرب متوقف نشود، جنگ‌های متعددی رخ خواهد داد. در سال ۲۰۱۹، او پوتین را متهم کرد که روسیه را به سمت جنگی با دشمنانی که وجود خارجی ندارند، سوق می‌دهد.

## شراب‌های لذت‌گرایی
در اوت ۲۰۱۲، چیچوارکین فروشگاه شراب جدید خود با نام شراب‌های لذت‌گرایی را در خیابان دیویس لندن راه‌اندازی کرد.
شرکت شراب‌های لذت‌گرایی جوایز عمومی متعددی از جمله فروشنده شراب سال ۲۰۱۳ در دی دبلیو دبلیو آ۲۰۱۳، بهترین فروشگاه غذا و نوشیدنی تفریحی در جوایز داخلی هفته خرده‌فروشی ۲۰۱۴، بهترین فروشگاه غذا و نوشیدنی تخصصی سال ۲۰۱۴ در جوایز میفر ۲۰۱۴، خرده‌فروش مستقل سال در جوایز جوایز دی‌بی ۲۰۱۵، بهترین فروشگاه غذا و نوشیدنی تفریحی سال در جوایز داخلی هفته خرده‌فروشی ۲۰۱۵، خرده‌فروش مستقل شراب سال ۲۰۱۵ در جوایز خرده‌فروشی نوشیدنی‌های ۲۰۱۵، بهترین فروشگاه غذا و نوشیدنی تخصصی سال ۲۰۱۵ در جوایز میفر ۲۰۱۵، خرده‌فروش مستقل نوشیدنی‌های الکلی سال در جوایز خرده‌فروشی نوشیدنی‌های ۲۰۱۸، بهترین ویترین فروشگاه سال ۲۰۱۷ در جوایز میفر ۲۰۱۷، را دریافت کرده است. خرده‌فروش لوکس سال در مراسم جوایز خرده‌فروشی نوشیدنی‌های ۲۰۱۷، خرده‌فروش لوکس سال در مراسم جوایز خرده‌فروشی نوشیدنی‌های ۲۰۱۸.